# NU Platform
Valgblok NU Platform DA og PAS (rumænsk: Blocul electoral „ACUM Platforma DA și PAS”, ACUM) var en centrum-højre liberal politisk alliance i Moldova mellem to pro-europæiske antikorruptionspartier, Parti for Handling og Solidaritet (PAS) og Værdighed og Sandhed Platformpartiet (PPDA eller DA) som blev dannet for at at deltage i parlamentsvalget i Moldova i 2019.

## Historie
Siden 2016 havde ideen om at styrke pro-europæiske og antikorruptionskræfter cirkuleret, og i 2017 meddelte oppositionspartierne PAS og DA Platform at de ville danne en fælles platform til moldoviske parlamentsvalg i 2019. Styrkelsen af oppositionskræfterne afspejlede sig også i udpegelsen af en fælles kandidat fra PAS og DA Platform til Moldovas præsidentvalg 2016 og til borgmestervalget i Chișinău 2018. Efter borgmestervalget, vundet af fælleskandidaten Andrei Năstase, blev erklæret ugyldigt, annoncerede PAS, DA Platform Parti og PLDM oprettelsen af den nationale modstandsbevægelse "Nu" (Acum).
Den 16. december 2018 underskrev PAS og DA Platform, Maia Sandu og Andrei Năstase, aftalen om oprettelse af ACUM til parlamentsvalget den 24. februar 2019, og den 21. december 2018 blev blokken registreret af Republikken Moldovas Centrale Valgkommission. Moldovas Liberale Demokratiske Parti (PLDM) sluttede sig derefter til blokken "NU DA/PAS", og repræsentanter for PLDM stillede op på blokkens kandidatlister. Til gengæld erklærede PLDM og National Enhedsparti (PUN) ubetinget støtte til ACUM.
Blokken blev de facto opløst i november 2019 efter PAS ensidigt opsagde aftalen.